# Нигерия на юношеских Олимпийских играх
Нигерия принимает участие в юношеских Олимпийских играх: в летних Играх — начиная с Игр 2010 года, в зимних Играх — на настоящее время не принимал участия ни разу.
Спортсмены Нигерия\и на всех юношеских Олимпийских играх выиграли в сумме 8 медалей, из них 3 золотых, все медали завоёваны на летних Играх; в неофициальном медальном зачёте спортивная делегация Нигерии занимает 56-е место.

## Медальный зачёт

### Медали на летних юношеских Олимпийских играх
| Игры              | Участников | Золото | Серебро | Бронза | Всего | Место |
| 2010 Сингапур     | 13         | 2      | 0       | 2      | 4     | 29    |
| 2014 Нанкин       | 4          | 0      | 0       | 0      | 0     | —     |
| 2018 Буэнос-Айрес | 17         | 1      | 3       | 0      | 4     | 48    |
| Всего             | Всего      | 3      | 3       | 2      | 8     | 50    |